# Acutotyphlops solomonis
Espèce
Synonymes
- Typhlops solomonis Parker, 1939

Acutotyphlops solomonis est une espèce de serpents de la famille des Typhlopidae. 

## Répartition
Cette espèce est endémique de Papouasie-Nouvelle-Guinée. Elle se rencontre à Bougainville et à Alotau dans la province de Baie Milne, jusqu'à 915 m d'altitude.

## Description
Acutotyphlops solomonis, mesure jusqu'à 49 cm dont 0,5 à 0,8 cm pour la queue. Sa couleur générale est le noir.

## Étymologie
Son nom d'espèce lui a été donné en référence au lieu de sa découverte, l'archipel des Salomon.

## Publication originale
- Parker, 1939 : Reptiles and amphibians from Bougainville, Solomon Islands. Bulletin du Musée Royal d'Histoire Naturelle de Belgique, vol. 15, no 60, p. 1-5.